# Global Gaming Factory X
Global Gaming Factory X var ett svenskt företag som genom sitt dotterbolag Smartlaunch utvecklade programvara för drift av internetkaféer och gaming centers.
Företaget var tidigare noterat på Aktietorget. I juni 2009 meddelande företaget att man avsåg att förvärva BitTorrent-sidan The Pirate Bay. Affären slutfördes inte och Aktietorget avlistade i september 2009 ut företaget då företaget inte kunde styrka en rad av de påstående man gjort i olika pressmeddelanden. I september lämnades också en konkursanmälan in mot bolaget. Företaget var sedan 2009 noterat hos Mangold Fondkommission som organiserar handel med onoterad aktier.
Företagets ekonomiska kris förvärrades på nytt 2011 och företaget upprättade en kontrollbalansräkning den 27 april 2011. Bakgrunden var att mer än hälften av företagets eget kapital var förbrukat. Aktien handelsstoppades dagen efter och den 11 maj 2011 beslutade företaget själv att avlista sig från Mangold då företaget hade misslyckats att skaffa kapital.
Global Gaming Factory X AB stod sedan årsskiftet 2011/2012 under konkursförvaltare. Konkursen avslutades 21 augusti 2013.